# گبی هافمن
گبی هافمن (انگلیسی: Gaby Hoffmann؛ زادهٔ ۸ ژانویهٔ ۱۹۸۲) هنرپیشهٔ اهل ایالات متحده آمریکا است. وی از سال ۱۹۸۹ میلادی تاکنون مشغول فعالیت بوده‌ است.
از فیلمهایی که وی در آن نقش داشته است می‌توان به سرزمین رویاها، همه می‌گویند دوستت دارند، می‌توانی روی من حساب کنی ، وحشی، ورونیکا مارس، آتشفشان، تنها کاری که می‌خواهم انجام دهم، حال و آینده، این زندگی من است، زندگی در زمان جنگ و به‌زودی اشاره کرد.